# 커스틴 뱅스니스
키어스틴 뱅즈네스(Kirsten Vangsness, 1972년 7월 7일 ~ )는 미국의 배우, 작가이다.

## 출연 작품

### 영화
- 스크림 오브 더 비키니 (2009, Scream of the Bikini)
- 인 마이 슬립 (2009, In My Sleep)
- Kill Me, Deadly (2015)
- Diane & Devine Meet the Apocalypse (2016)
- 액시스 (2017, Axis)
- 데이브 미로 만들다: 판타스틱 미로 대탈출 (2017)

### 텔레비전
- 크리미널 마인드 (2005-현재)
- 크리미널 마인드: 워싱턴 D.C. (2011)
- 크리미널 마인드: 국제범죄수사팀 (2016-17)